# Gabriel Möhlich
Gabriel Möhlich, auch Mölich (geboren um 1595; gestorben 1657), war ein Musiker, Komponist und Ballettmeister des 17. Jahrhunderts.

## Leben
Sein Vater Michael Mölich war Dresdner Kapellmusiker. Möhlich beendete sein Musikstudium 1619 bei Heinrich Schütz und wird in diesem Jahr als Instrumentist an der kurfürstlich sächsischen Hofkapelle genannt. 1620 wurde er auf Betreiben des sächsischen Kurfürsten Johann Georg I. zum Studium des französischen Balletts nach Paris geschickt und erhielt dafür (nach Fürstenau) zum Unterhalt 800 Gulden. Er wurde kurfürstlicher Tanzmeister in Dresden und choreografierte 1638 das Singballett Orpheus und Euridice, ein aus zehn Einzelballetten bestehendes Werk auf einen deutschsprachigen Text von August Buchner zur heute verlorenen Musik des kursächsischen Hofkapellmeisters Heinrich Schütz. Seine hohe Wertschätzung am Hof wird unter anderem auch aus mehrfachen Geldgeschenken deutlich, die sich bis zu 1000 Gulden belaufen konnten.

## Werke
- 1619: eine Sammlung von 4- bis 5-stimmigen Geistlichen Madrigalen (einzig überlieferte Kompositionen)
- Motette: Gott, sei uns gnädig und segne uns